# Fédération malienne de karaté
La Fédération malienne de karaté et Disciplines Associées (FEMAKADA) est l'organisme qui supervise les évènements et le développement du karaté au Mali.

## Histoire
La FEMAKADA a été créée le 13 juin 1993 à Bamako.
En mai 2013, le commandant Adama Mariko succède au général Sékou Hamed Niambélé à la présidence de la FEMAKADA. Niambélé avait tenu la présidence de la fédération pendant 19 ans, depuis 1995.
En 2020, la FEMAKADA remet une ceinture noire 5ème DAN au président de la république Ibrahim Boubacar Keïta qui pratique ce sport.

## Activités
La FEMAKADA organise, contrôle et développe la pratique et l’esprit du karaté et les disciplines associées. Elle dirige, coordonne et contrôle l’activité des groupements sportifs qui lui sont affiliés et de ses licenciés. Elle assure la formation et le perfectionnement des dirigeants, animateurs, formateurs et entraîneurs fédéraux. La FEMAKADA est chargée de délivrer les dans et grades équivalents de karaté, et des disciplines associées conformément à la réglementation en vigueur.
La FEMAKADA veille à la préparation, à la formation et à la reconversion des sportifs de haut niveau. Elle veille à la protection des intérêts de ses licenciés et participe à la des couleurs nationales dans les différentes compétitions internationales.
La FEMAKADA est affiliée à l'Union africaine de karaté UFAK et à la Word Karate Fédération (Fédération mondiale de karaté) WKF. Elle est dirigée depuis le 18 mai 2013 par Me Adama MARIKO (président) et Me Madani BA (secrétaire général).